# Spheterista flavocincta
Spheterista flavocincta là một loài bướm đêm thuộc họ Tortricidae. Nó là loài đặc hữu của Oahu và Hawaii.
Ấu trùng ăn các loài Santalum, bao gồm Santalum freycinetianum.